# Thematoernooi
Een thematoernooi is een schaaktoernooi waarbij de spelers zich verplichten een aantal beginzetten in een bepaalde opening of openingsvariant (bijvoorbeeld de Spaanse opening of de Caro-Kann) te spelen. De speler speelt dan meestal een dubbele ronde, dat wil zeggen: een gelijk aantal partijen met wit en zwart.
Thematoernooien werden voor het eerst georganiseerd in Oostenrijk-Hongarije in de vroege 20e eeuw. In 1903 werd in Wenen een toernooi georganiseerd dat in het teken stond van het geaccepteerde koningsgambiet (1.e4 e5 2.f4 exf4). Michael Tsjigorin won dat toernooi.
Vooral in online schaken komen thematoernooien geregeld voor.

## Voorbeelden van thematoernooien
- Het Kees Besselink c4-toernooi, een rapidtoernooi dat jaarlijks wordt georganiseerd door de Amsterdamse schaakvereniging Espion. De witte speler is verplicht om te openen met 1.c4 (de Engelse opening).
- De Saragossaopening dank haar naam aan een thematoernooi tussen Siegbert Tarrasch, Paul Leonhardt, en Jacques Mieses in de Spaanse stad Zaragoza, waarbij de speler met wit met 1.c3 moest openen.[2]